# Canal A
Canal A, anteriormente conhecido como Cadenas Dos, foi uma rede de televisão colombiana fundada no dia 27 de março de 1972 pela Inravisión. Após uma falência, extinguiu-se em 1 de fevereiro de 2004.